# Canopus (teste nuclear)
Canopus foi o primeiro dispositivo termonuclear da França, detonado em 24 de agosto de 1968, tornando-a a quinta potência termonuclear do mundo atrás dos Estados Unidos da América, União Soviética, Reino Unido e China. O material para fusão foi retirado da água pesada que a França havia comprado antes. O teste rendeu 2,6 megatons.
No filme Godzilla de 1998, Zilla é uma iguana que sofreu mutação por causa da radiação desse teste — o vídeo que aparece no filme é da detonação da Baker.